# Скаля, Якуб
Я́куб Ска́ля (в.-луж. Jakub Skala, 18 февраля 1851 года, Кроствиц, Германия — 17 января 1925 года, Баутцен, Германия) — лужицкий общественный деятель, католический священник, декан капитула кафедрального собора святого Петра в Баутцене. Председатель лужицкой культурно-общественных организаций «Матица сербская» (1923—1925) и Кирилло-Мефодиевского общества.

## Биография
Родился 18 февраля 1851 года в лужицкой крестьянской семье. Получив начальное образование в приходской школе, обучался в средней школе в Баутцене. Потом обучался в Лужицкой семинарии в Праге. В 1876 году был рукоположён в священника. С 1881 года проживал в Баутцене, где он был редактором католической газеты «Katolski Posoł» в течение многих лет до 1903 года. В 1895 году был избран деканом капитула собора святого Петра в Баутцене. Позднее был выбран председателем лужицкого Кирилло-Мефодиевского общества. С 1905 года по 1908 год и в 1914 году был представителем духовенства собора святого Петра в Саксонском парламенте. В 1900 и 1908 годах участвовал в редактировании молитвенника «Wosadnik».
В 1920 году вместе с епископом Францем Лобманом обратился к Римскому папе Бенедикту XV с ходатайством о восстановлении епархии Мейсена. После смерти епископа Франца Лобмана был назначен апостольским администратором Апостольской администратуры Мейсена с центром в городе Баутцен. После преобразования апостольской администратуры Мейсена в апостольский викариат был назначен ординарием этой церковной структуры.
Участвовал в Синоде епархии Мейсена, где газета «Katolski Posoł» была обвинена в антицерковных тенденциях, после чего по его предложению она была передана под управление Кирилло-Мефодиевскому обществу.
С 1923 года по 1925 год был председателем лужицкой культурно-общественной организации «Матица сербская».
Скончался 17 января 1925 года в Баутцене и был похоронен на кладбище святого Николая.